# Fútbol en los XI Juegos Deportivos Centroamericanos
El torneo de fútbol de los XI Juegos Deportivos Centroamericanos se realizó  del 5 al 14 de  diciembre de 2017.
El torneo actuó como un torneo clasificatorio para las naciones centroamericanas para los Juegos Centroamericanos y del Caribe 2018. Tres equipos clasificaron para el torneo masculino, dos equipos clasificaron para el torneo femenino.
El torneo masculino se limitó  a los nacidos después del 1 de enero de 1997 y el torneo femenino no tuvo  restricciones de edad.

## Selecciones participantes
| Masculino - Belice - Costa Rica - El Salvador - Honduras - Nicaragua (anfitrión) - Panamá | Femenino - Costa Rica - El Salvador - Nicaragua (anfitrión) - Panamá |

En octubre de 2017, CONCACAF escribió a ORDECA para confirmar que los equipos de Guatemala no serían elegibles para las competiciones debido a la suspensión de la Federación Nacional de Fútbol de Guatemala de la FIFA.

## Torneo masculino

### Grupo A
| Pos. | Equipo      | Pts | PJ | PG | PE | PP | GF | GC | DG |
| ---- | ----------- | --- | -- | -- | -- | -- | -- | -- | -- |
| 1    | Costa Rica  | 4   | 2  | 1  | 1  | 0  | 1  | 0  | 1  |
| 2    | El Salvador | 2   | 2  | 0  | 2  | 0  | 0  | 0  | 0  |
| 3    | Panamá      | 1   | 2  | 0  | 1  | 1  | 0  | 1  | -1 |

| 05 de diciembre de 2017 | Panamá | 0-1     | Costa Rica | Estadio Nacional, Managua |                          |
| 16:00                   |        | Reporte |            | Árbitro(s): Sergio Reyna  | Árbitro(s): Sergio Reyna |

| 07 de diciembre de 2017 | Panamá | 0-0     | El Salvador | Estadio Nacional, Managua      |                                |
| 16:00                   |        | Reporte |             | Árbitro(s): Raul Castro Zúñiga | Árbitro(s): Raul Castro Zúñiga |

| 09 de diciembre de 2017 | Costa Rica | 0-0     | El Salvador | Estadio Nacional, Managua |                          |
| 16:00                   |            | Reporte |             | Árbitro(s): Sergio Reyna  | Árbitro(s): Sergio Reyna |

#### Grupo B
| Pos. | Equipo    | Pts | PJ | PG | PE | PP | GF | GC | DG |
| ---- | --------- | --- | -- | -- | -- | -- | -- | -- | -- |
| 1    | Honduras  | 4   | 2  | 1  | 1  | 0  | 5  | 0  | 5  |
| 2    | Nicaragua | 2   | 2  | 0  | 2  | 0  | 1  | 1  | 0  |
| 3    | Belice    | 1   | 2  | 0  | 1  | 1  | 1  | 6  | -5 |

| 05 de diciembre de 2017 | Nicaragua | 1-1     | Belice | Estadio Nacional, Managua |                           |
| 19:00                   |           | Reporte |        | Árbitro(s): Juan Calderón | Árbitro(s): Juan Calderón |

| 07 de diciembre de 2017 | Belice | 0-5     | Honduras | Estadio Nacional, Managua       |                                 |
| 19:00                   |        | Reporte |          | Árbitro(s): Ameth Ariel Sánchez | Árbitro(s): Ameth Ariel Sánchez |

| 09 de diciembre de 2017 | Nicaragua | 0-0     | Honduras | Estadio Nacional, Managua |                           |
| 19:00                   |           | Reporte |          | Árbitro(s): Jaime Herrera | Árbitro(s): Jaime Herrera |

### Semifinales
| 11 de diciembre de 2017 | Honduras | 1-1 (2-1 p.) | El Salvador | Estadio Nacional, Managua |                           |
| 16:00                   |          | Reporte      |             | Árbitro(s): Juan Calderon | Árbitro(s): Juan Calderon |

| 11 de diciembre de 2017 | Costa Rica | 1-0     | Nicaragua | Estadio Nacional, Managua       |                                 |
| 19:00                   |            | Reporte |           | Árbitro(s): Ameth Ariel Sánchez | Árbitro(s): Ameth Ariel Sánchez |

### Partido por el bronce
| 13 de diciembre de 2017 | Nicaragua | 0-1     | El Salvador | Estadio Nacional, Managua |  |
| 16:00                   |           | Reporte |             |                           |  |

### Partido por el oro
| 13 de diciembre de 2017 | Costa Rica | 0-1     | Honduras | Estadio Nacional, Managua |  |
| 19:00                   |            | Reporte |          |                           |  |

## Torneo femenino

### Primera ronda
| Pos. | Equipo      | Pts | PJ | PG | PE | PP | GF | GC | DG  |
| ---- | ----------- | --- | -- | -- | -- | -- | -- | -- | --- |
| 1    | Costa Rica  | 9   | 3  | 3  | 0  | 0  | 15 | 1  | 14  |
| 2    | Nicaragua   | 6   | 3  | 2  | 0  | 1  | 5  | 5  | 0   |
| 3    | Panamá      | 3   | 3  | 1  | 0  | 2  | 6  | 8  | -2  |
| 4    | El Salvador | 0   | 3  | 0  | 0  | 3  | 3  | 15 | -12 |

| 06 de diciembre de 2017 | Costa Rica | 4-0     | Panamá | Estadio Independencia, Estelí |  |
| 16:00                   |            | Reporte |        |                               |  |

| 06 de diciembre de 2017 | Nicaragua | 2-1     | El Salvador | Estadio Independencia, Estelí |  |
| 19:00                   |           | Reporte |             |                               |  |

| 08 de diciembre de 2017 | El Salvador | 1-8     | Costa Rica | Estadio Independencia, Estelí |  |
| 16:00                   |             | Reporte |            |                               |  |

| 08 de diciembre de 2017 | Nicaragua | 3-1     | Panamá | Estadio Independencia, Estelí |  |
| 19:00                   |           | Reporte |        |                               |  |

| 10 de diciembre de 2017 | Panamá | 5-1     | El Salvador | Estadio Independencia, Estelí |  |
| 16:00                   |        | Reporte |             |                               |  |

| 10 de diciembre de 2017 | Nicaragua | 0-3     | Costa Rica | Estadio Independencia, Estelí |  |
| 19:00                   |           | Reporte |            |                               |  |

### Semifinales
| 12 de diciembre de 2017 | Costa Rica | 3-0     | El Salvador | Estadio Independencia, Estelí |  |
| 16:00                   |            | Reporte |             |                               |  |

| 12 de diciembre de 2017 | Nicaragua | 1-1 (4-2 p.) | Panamá | Estadio Independencia, Estelí |  |
| 19:00                   |           | Reporte      |        |                               |  |

### Partido por el bronce
| 14 de diciembre de 2017 | El Salvador | 1-1 (1-4 p.) | Panamá | Estadio Independencia, Estelí |  |
| 16:00                   |             | Reporte      |        |                               |  |

### Partido por el oro
| 14 de diciembre de 2017 | Costa Rica | 1-1 (2-0 p.) | Nicaragua | Estadio Independencia, Estelí |  |
| 19:00                   |            | Reporte      |           |                               |  |

## Podio
| Evento    | Oro        | Plata      | Bronce      |
| --------- | ---------- | ---------- | ----------- |
| Masculino | Honduras   | Costa Rica | El Salvador |
| Femenino  | Costa Rica | Nicaragua  | Panamá      |